# Trường Thi, Ninh Bình
Trường Thi là một phường thuộc tỉnh Ninh Bình, Việt Nam.

## Địa lý
Trường Thi nằm cách phường Hoa Lư - trung tâm tỉnh lỵ Ninh Bình 28 km về phía Đông Bắc, có vị trí địa lý:
- Phía đông giáp phường Hồng Quang và xã Nam Trực.
- Phía tây giáp xã Hiển Khánh và xã Vụ Bản.
- Phía bắc giáp phường Đông A, phường Nam Định và phường Thành Nam.
- Phía nam giáp xã Liên Minh.

Phường Trường Thi	có diện tích:	31,5	km², 	dân số:	69.988	người, mật độ dân số: 	2222	người/km². 	Đây là đơn vị có diện tích xếp thứ:	34	, số dân xếp thứ: 	4	và mật độ dân số xếp thứ: 	5	trong số 129 xã, phường ở Ninh Bình.
Phường này nằm trên Quốc lộ 10, và cũng là nơi có sông Đào chảy qua.

## Lịch sử
Năm 1948, thành lập xã Lộc An thuộc huyện Mỹ Lộc.
Năm 1950, sáp nhập xã Lộc An thuộc huyện Mỹ Lộc vào thành phố Nam Định quản lý.
Năm 1954, thành lập khu phố Trường Thi.
Ngày 8 tháng 8 năm 1964, Bộ Nội vụ ban hành Quyết định số 210-NV về việc sáp nhập xã Lộc An thuộc thành phố Nam Định vào huyện Mỹ Lộc.
Ngày 21 tháng 4 năm 1965, Ủy ban Thường vụ Quốc hội ban hành Quyết định số 103-NQ-TVQH về việc thành lập tỉnh Nam Hà trên cơ sở tỉnh Hà Nam và tỉnh Nam Định. Khi đó, phường Trường Thi thuộc thành phố Nam Định và xã Lộc An thuộc huyện Mỹ Lộc, tỉnh Nam Hà.
Ngày 13 tháng 6 năm 1967, Hội đồng Chính phủ ban hành Quyết định số 76-CP về việc sáp nhập huyện Mỹ Lộc vào thành phố Nam Định. Khi đó, phường Trường Thi và xã Lộc An thuộc thành phố Nam Định.
Ngày 27 tháng 12 năm 1975, Quốc hội ban hành Nghị quyết về việc thành lập tỉnh Hà Nam Ninh trên cơ sở tỉnh Nam Hà và tỉnh Ninh Bình. Khi đó, phường Trường Thi và xã Lộc An thuộc thành phố Nam Định, tỉnh Hà Nam Ninh.
Ngày 23 tháng 4 năm 1985, Hội đồng Bộ trưởng Quyết định số 142-HĐBT về việc:
- Sáp nhập 4 tổ dân phố với 490 nhân khẩu của phường Trần Đăng Ninh vào phường Trường Thi.
- Thành lập phường Văn Miếu trên cơ sở 76 tổ dân phố với 9.693 nhân khẩu của phường Trường Thi.

Phường Trường Thi còn lại 63 tổ dân phố với 7.935 nhân khẩu.
Ngày 26 tháng 12 năm 1991, Quốc hội ban hành Nghị quyết về việc chia tỉnh Hà Nam Ninh thành tỉnh Nam Hà và tỉnh Ninh Bình. Khi đó, các phường Trường Thi, Văn Miếu và xã Lộc An thuộc thành phố Nam Định, tỉnh Nam Hà.
Ngày 6 tháng 11 năm 1996, Quốc hội ban hành Nghị quyết về việc chia tỉnh Nam Hà thành tỉnh Nam Định và tỉnh Hà Nam. Khi đó, các phường Trường Thi, Văn Miếu và xã Lộc An thuộc thành phố Nam Định, tỉnh Nam Hà.
Ngày 2 tháng 12 năm 2021, HĐND tỉnh Nam Định ban hành Nghị quyết số 63/2021/NQ-HĐND về việc:
1. Phường Trường Thi
- Thành lập tổ dân phố số 1 trên cơ sở 4 tổ dân phố: 1, 2, 4, 7.
- Thành lập tổ dân phố số 2 trên cơ sở 3 tổ dân phố: 3, 5, 6.
- Thành lập tổ dân phố số 3 trên cơ sở 4 tổ dân phố: 8, 9, 10, 11.
- Thành lập tổ dân phố số 4 trên cơ sở 4 tổ dân phố: 12, 13, 14, 15.
- Thành lập tổ dân phố số 5 trên cơ sở 4 tổ dân phố: 16, 17, 19, 22.
- Thành lập tổ dân phố số 6 trên cơ sở 4 tổ dân phố: 18, 20, 21, 23.
- Thành lập tổ dân phố số 7 trên cơ sở 4 tổ dân phố: 24, 25, 26, 27.
- Thành lập tổ dân phố số 8 trên cơ sở 4 tổ dân phố: 28, 32, 33, 34.
- Thành lập tổ dân phố số 9 trên cơ sở 4 tổ dân phố: 29, 30, 31, 35.
- Thành lập tổ dân phố số 10 trên cơ sở 3 tổ dân phố: 36, 37, 38.
- Thành lập tổ dân phố số 11 trên cơ sở 6 tổ dân phố: 39, 40, 41, 42, 43, 44.

2. Phường Văn Miếu
- Thành lập tổ dân phố số 1 trên cơ sở 3 tổ dân phố: 1, 2, 3.
- Thành lập tổ dân phố số 2 trên cơ sở 4 tổ dân phố: 4, 5, 6, 9.
- Thành lập tổ dân phố số 3 trên cơ sở 5 tổ dân phố: 7, 8, 12, 13, 14.
- Thành lập tổ dân phố số 4 trên cơ sở 4 tổ dân phố: 15, 16, 18, 19.
- Thành lập tổ dân phố số 5 trên cơ sở 4 tổ dân phố: 10, 11, 17, 20.
- Thành lập tổ dân phố số 6 trên cơ sở 3 tổ dân phố: 21, 22, 23.
- Thành lập tổ dân phố số 7 trên cơ sở 4 tổ dân phố: 24, 25, 26, 27.
- Thành lập tổ dân phố số 8 trên cơ sở 5 tổ dân phố: 28, 29, 30, 31, 32.
- Thành lập tổ dân phố số 9 trên cơ sở 5 tổ dân phố: 33, 34, 35, 36, 37.

Tính đến ngày 31/12/2022, phường Trường Thi có 0,68 km² diện tích tự nhiên và quy mô dân số là 17.768 người; phường Văn Miếu có 0,43 km² diện tích tự nhiên và quy mô dân số là 11.967 người; xã Lộc An có 3,33 km² diện tích tự nhiên và quy mô dân số là 7.674 người.
Ngày 23 tháng 7 năm 2024, Ủy ban Thường vụ Quốc hội ban hành Nghị quyết số 1104/NQ-UBTVQH15 về việc sắp xếp đơn vị hành chính cấp huyện, cấp xã trên địa bàn tỉnh Nam Định (nghị quyết có hiệu lực từ ngày 1 tháng 9 năm 2024). Theo đó, sáp nhập toàn bộ 3,33 km² diện tích tự nhiên, quy mô dân số là 7.674 người của xã Lộc An và toàn bộ 0,43 km² diện tích tự nhiên, quy mô dân số là 11.967 người của phường Văn Miếu vào phường Trường Thi.
Phường Trường Thi có 4,44 km² diện tích tự nhiên và quy mô dân số là 37.409 người.
Theo Nghị quyết số 1674/NQ-UBTVQH15 ngày 16/6/2025 về sắp xếp các đơn vị hành chính cấp xã của tỉnh Ninh Bình năm 2025, Sắp xếp toàn bộ diện tích tự nhiên, quy mô dân số của phường Trường Thi và xã Thành Lợi thành phường mới có tên gọi là phường Trường Thi.